# Chirembia leechi
Chirembia leechi is een insectensoort uit de familie Embiidae, die tot de orde webspinners (Embioptera) behoort. De soort komt voor in Kenia.
Chirembia leechi is voor het eerst wetenschappelijk beschreven door Ross in 2006.